# موزه اسکاگنز
موزهٔ اِسکاگنز (به دانمارکی: Skagens Museum) یک موزه هنری واقع در شهر اسکاگن، دانمارک است که به آثار هنرمندان نقاشان اسکاگن اختصاص دارد. این هنرمندان، که در اواخر سدهٔ نوزدهم میلادی به این منطقه ساحلی کوچ‌ می‌کردند، به دلیل مناظر طبیعی و نور ویژه منطقه، که برای نقاشی در فضای باز مناسب بود، جذب این منطقه شدند. موزه اسکاگنز به نمایش آثار برخی از این هنرمندان می‌پردازد.

## تاریخچه
موزه اسکاگنز در سال ۱۹۰۸ میلادی، تأسیس شد. هنرمندانی که به اسکاگن آمدند، از جمله پی‌اس کرویر، آنا آنچر، مایکل آنچر و لوریتس تاشن، بخشی از یک جنبش هنری بودند که به عنوان گروه اسکاگنز شناخته می‌شود. این هنرمندان به نقاشی در فضای باز علاقه‌مند بودند و سبک آنها تحت تأثیر نور شدید و طبیعی منطقه اسکاگن قرار داشت.
ایده تأسیس موزه برای نگهداری و نمایش آثار هنرمندان گروه اسکاگنز توسط همسر پی‌اس کرویر، ماری کرویر، و چند تن از هنرمندان محلی مطرح شد. این موزه ابتدا در مکانی موقت راه‌اندازی شد و سپس در سال ۱۹۲۸ به محل فعلی خود منتقل شد.

## مجموعه‌ها
مجموعه موزه اسکاگنز شامل آثار نقاشی، طراحی، و مجسمه‌های هنرمندان گروه اسکاگنز است. بسیاری از این آثار زندگی روزمره مردم اسکاگن، مناظر طبیعی، و فرهنگ ساحلی این منطقه را به تصویر می‌کشند. از جمله آثار معروف می‌توان به نقاشی‌های پی‌اس کرویر از شب‌های تابستانی اسکاگن و نقاشی‌های آنا و مایکل آنچر از زندگی روستایی اشاره کرد.

## ساختمان موزه
ساختمان اصلی موزه توسط اولریک پیلسن طراحی شد و در طی سال‌ها بهبود یافته و گسترش یافته است. فضای داخلی موزه به گونه‌ای طراحی شده است که نور طبیعی به‌خوبی به آثار هنری بتابد و تجربه‌ای مشابه با دیدن این آثار در فضای باز را برای بازدیدکنندگان فراهم کند.

## نگارخانه

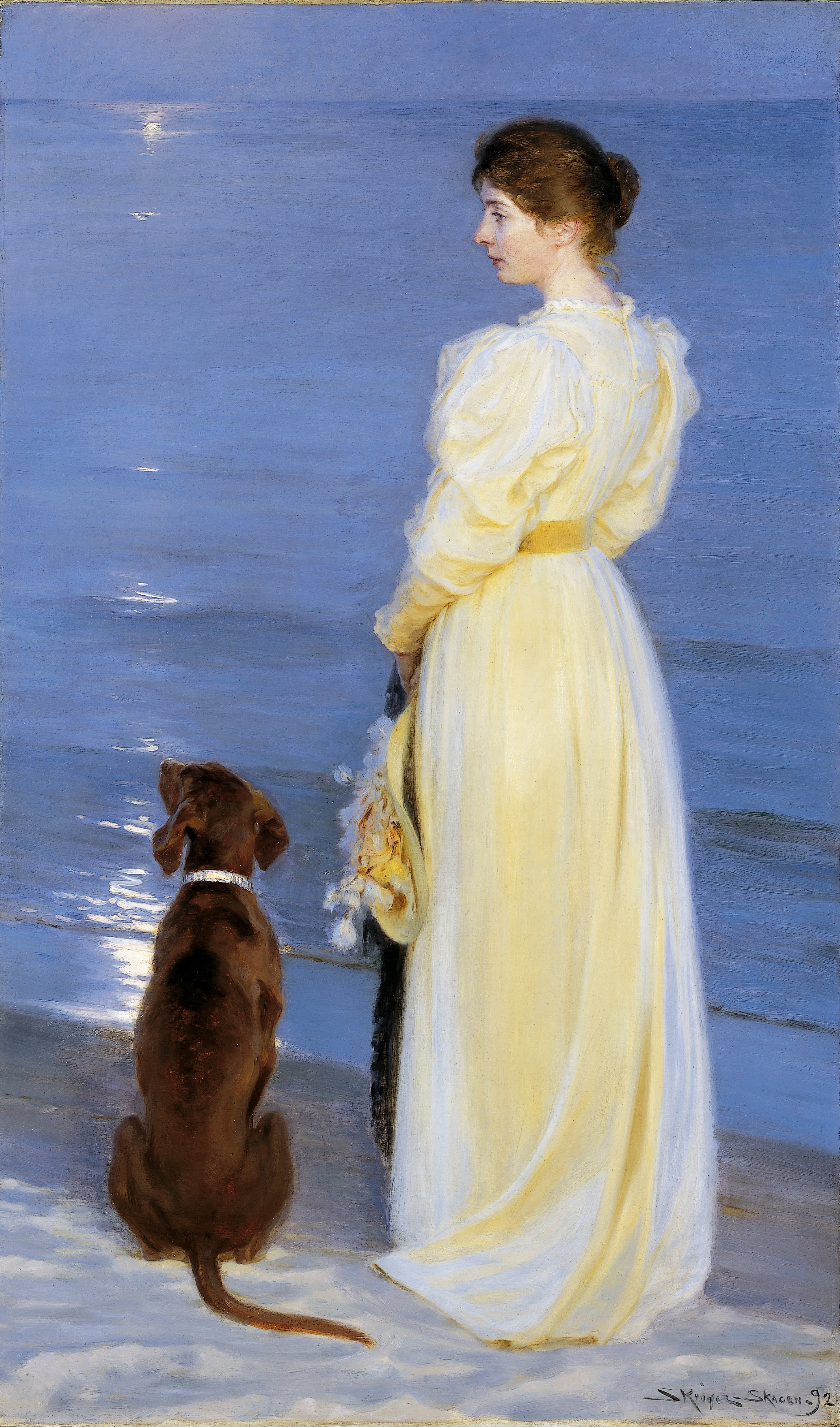
عصر تابستان در اسکاگن. همسر نقاش و سگشان لب ساحل ۱۸۹۲ م. اثر پی‌اس کرویر
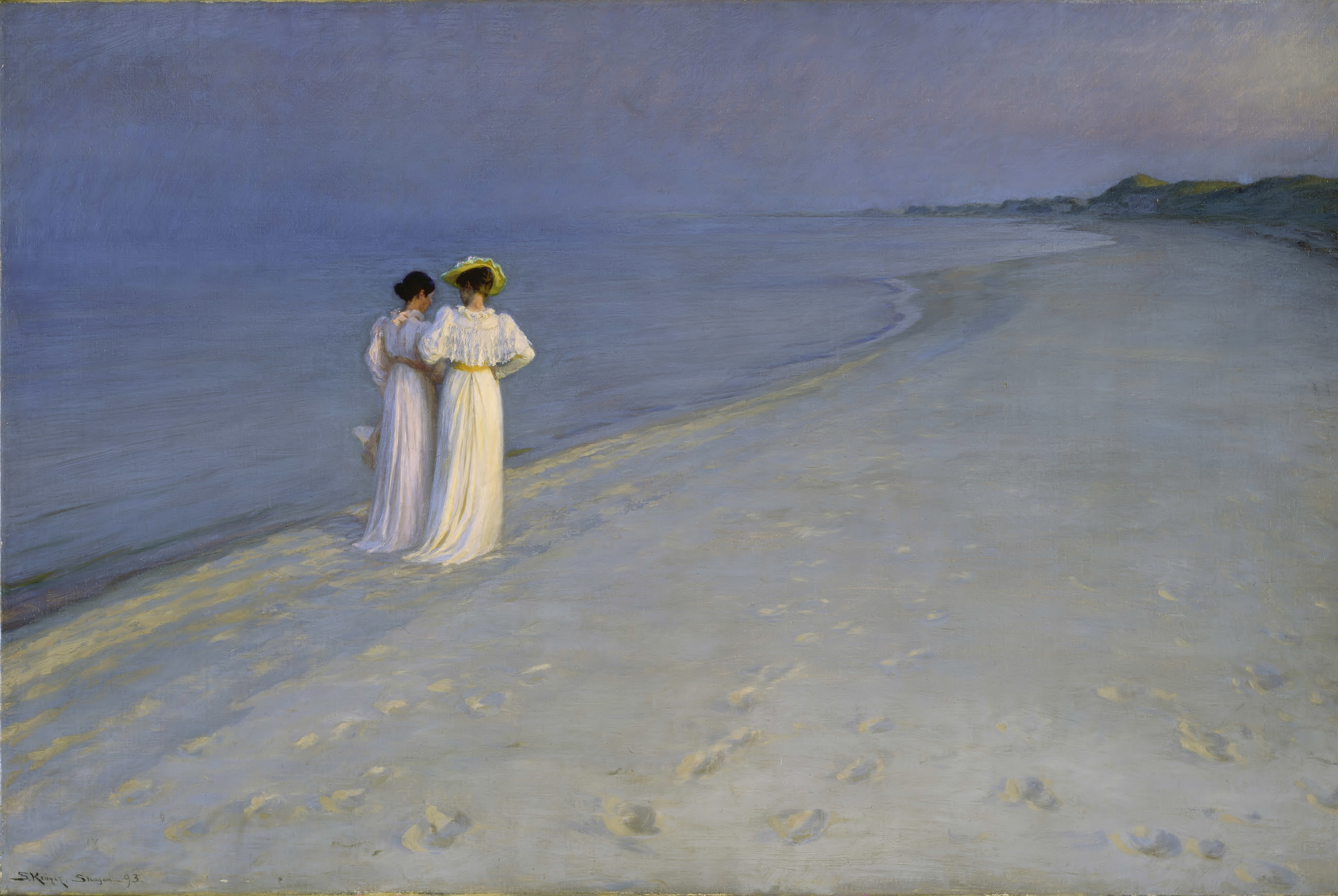
عصر تابستان در ساحل جنوبی ۱۸۹۳ م. اثر آنا آنچر
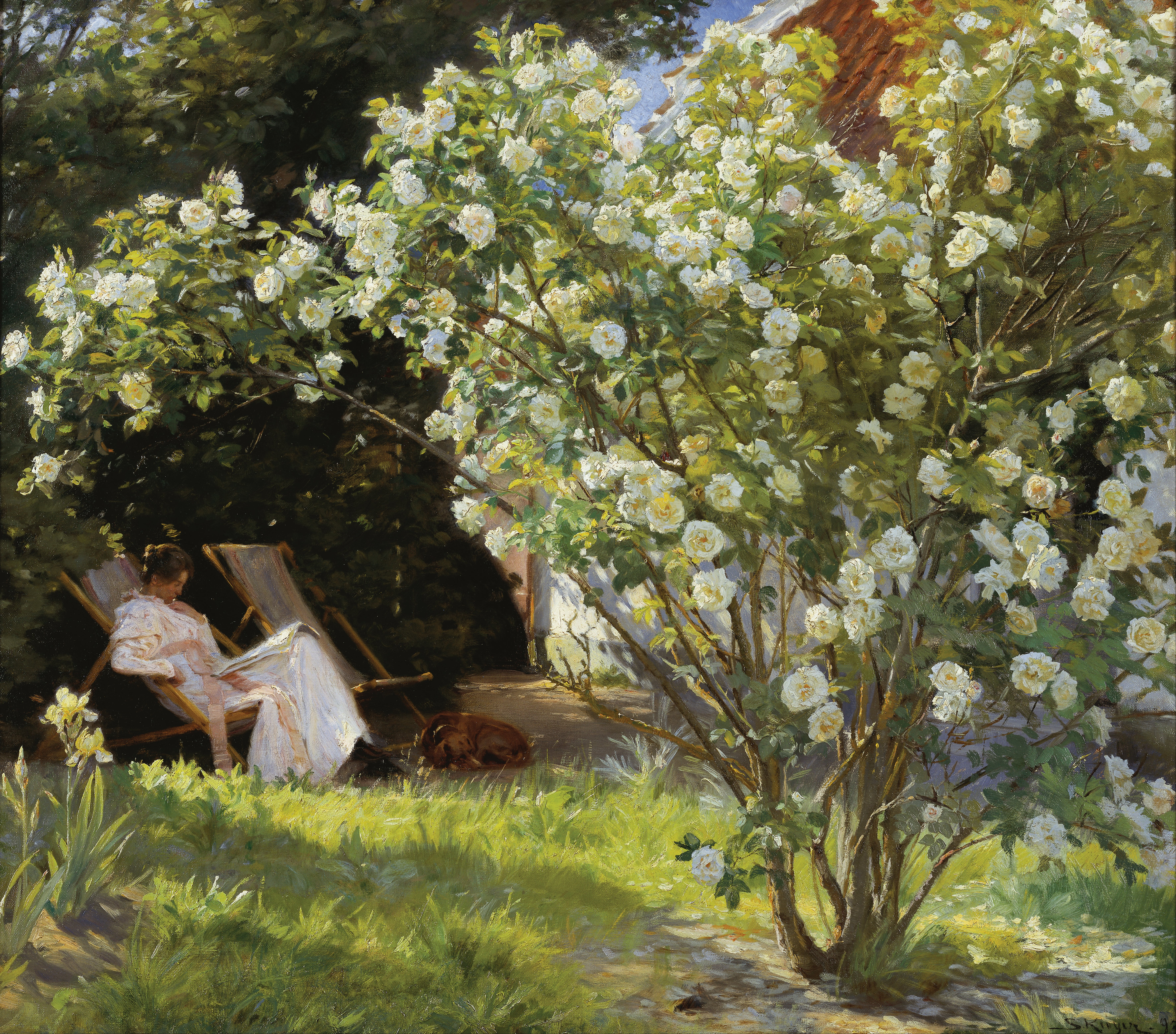
گل‌های رز ۱۸۹۱ م. اثر پی‌اس کرویر
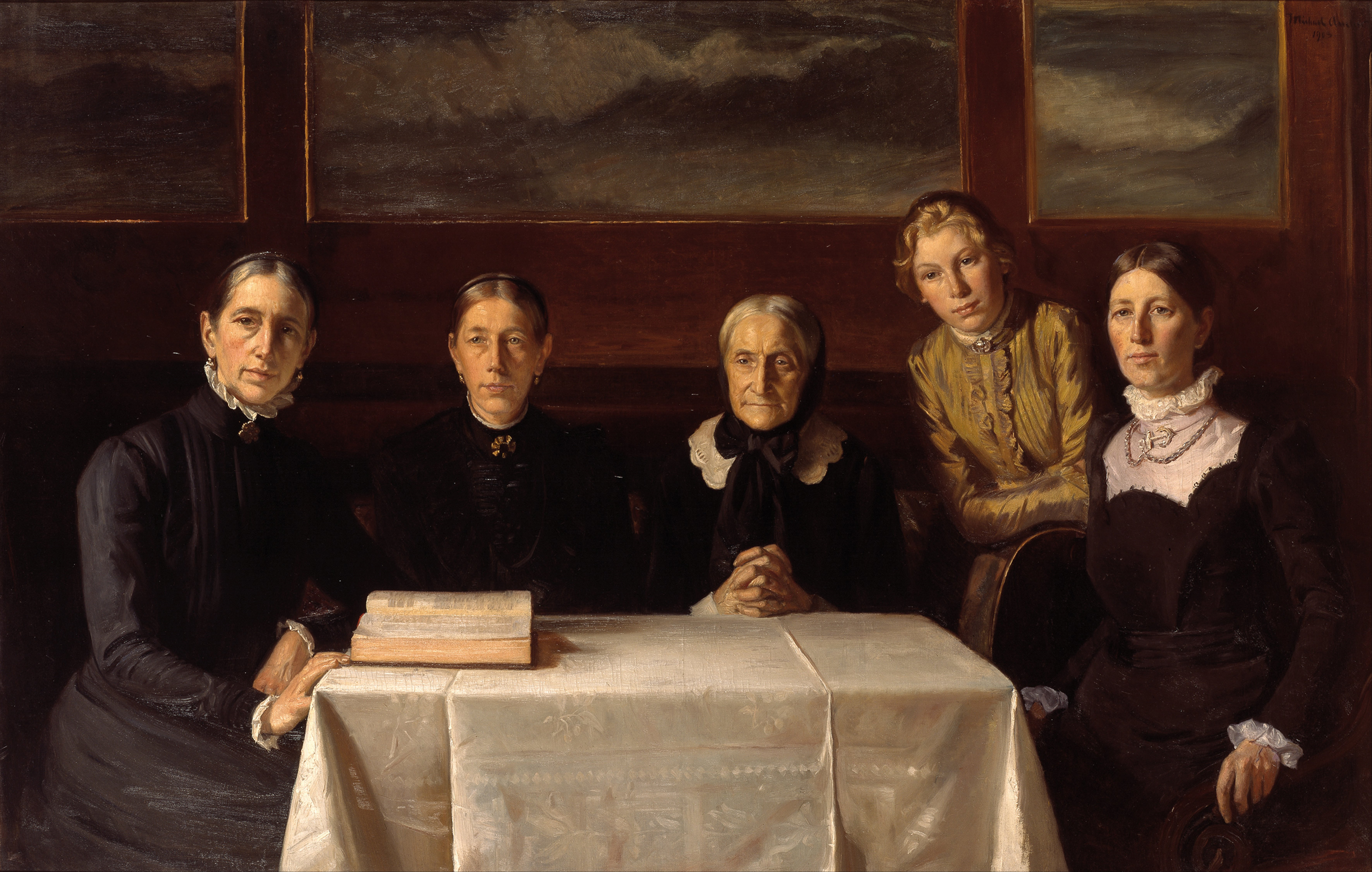
روز کریسمس ۱۹۰۲ م. اثر مایکل آنچر
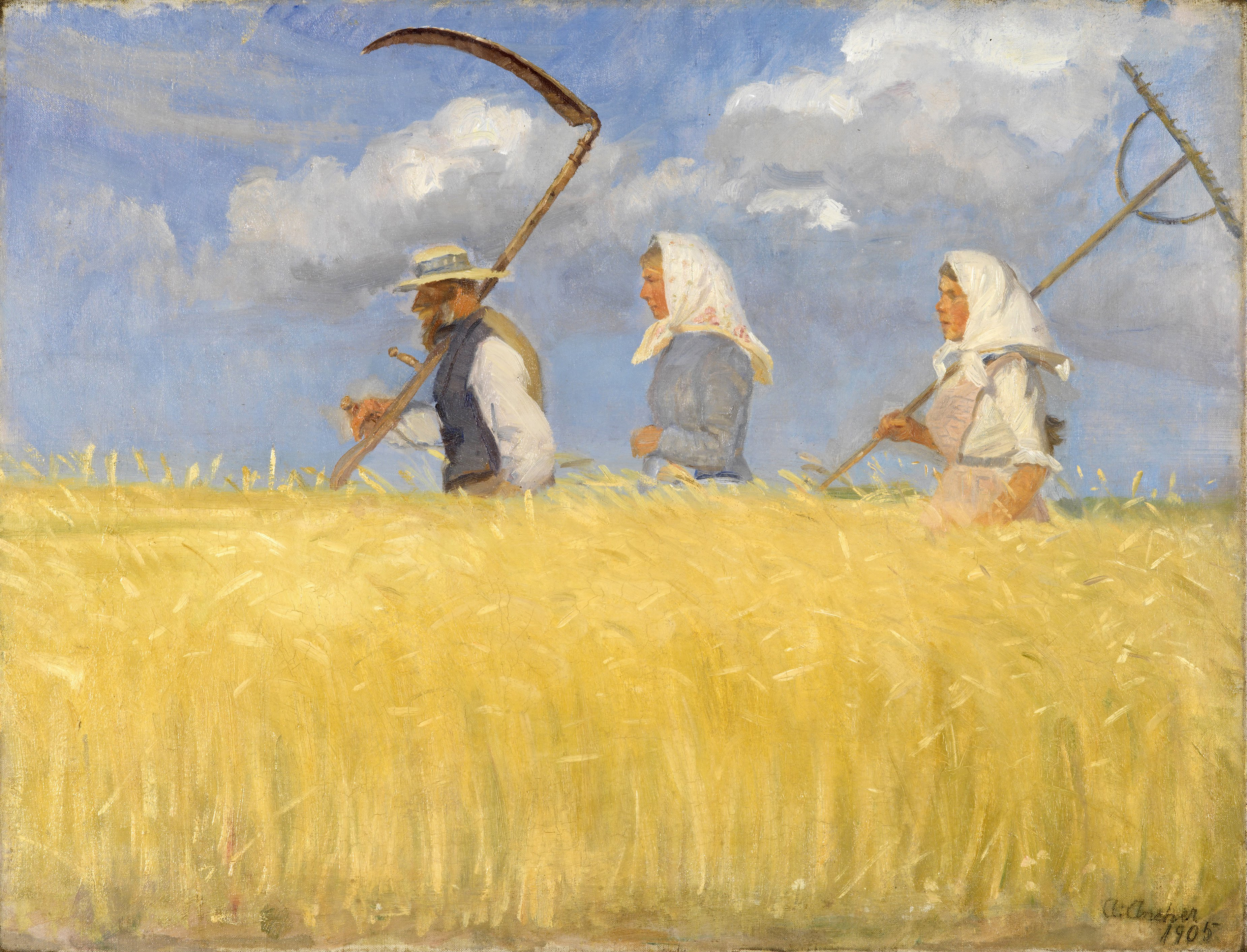
برداشت‌کنندگان ۱۹۰۵ م. اثر آنا آنچر
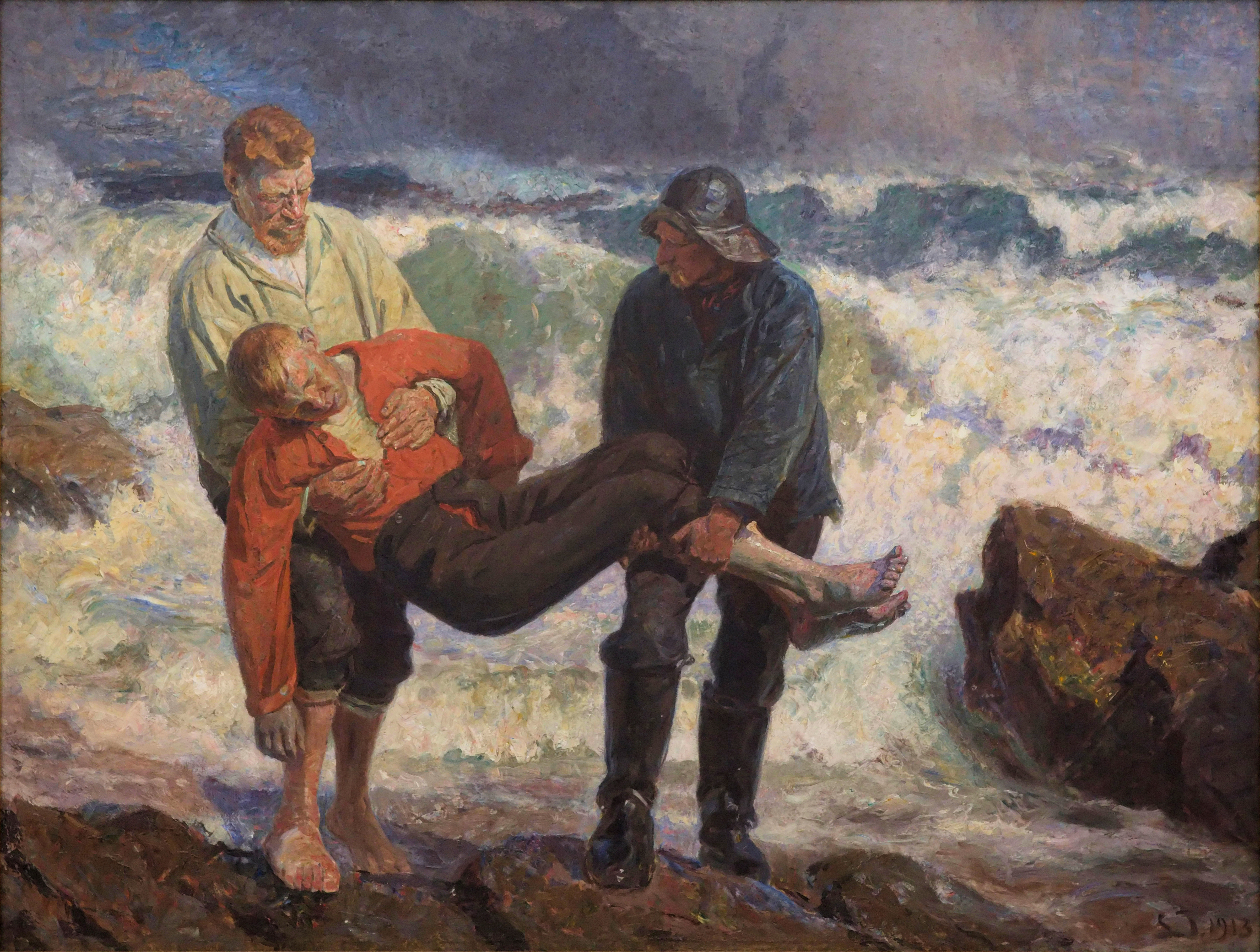
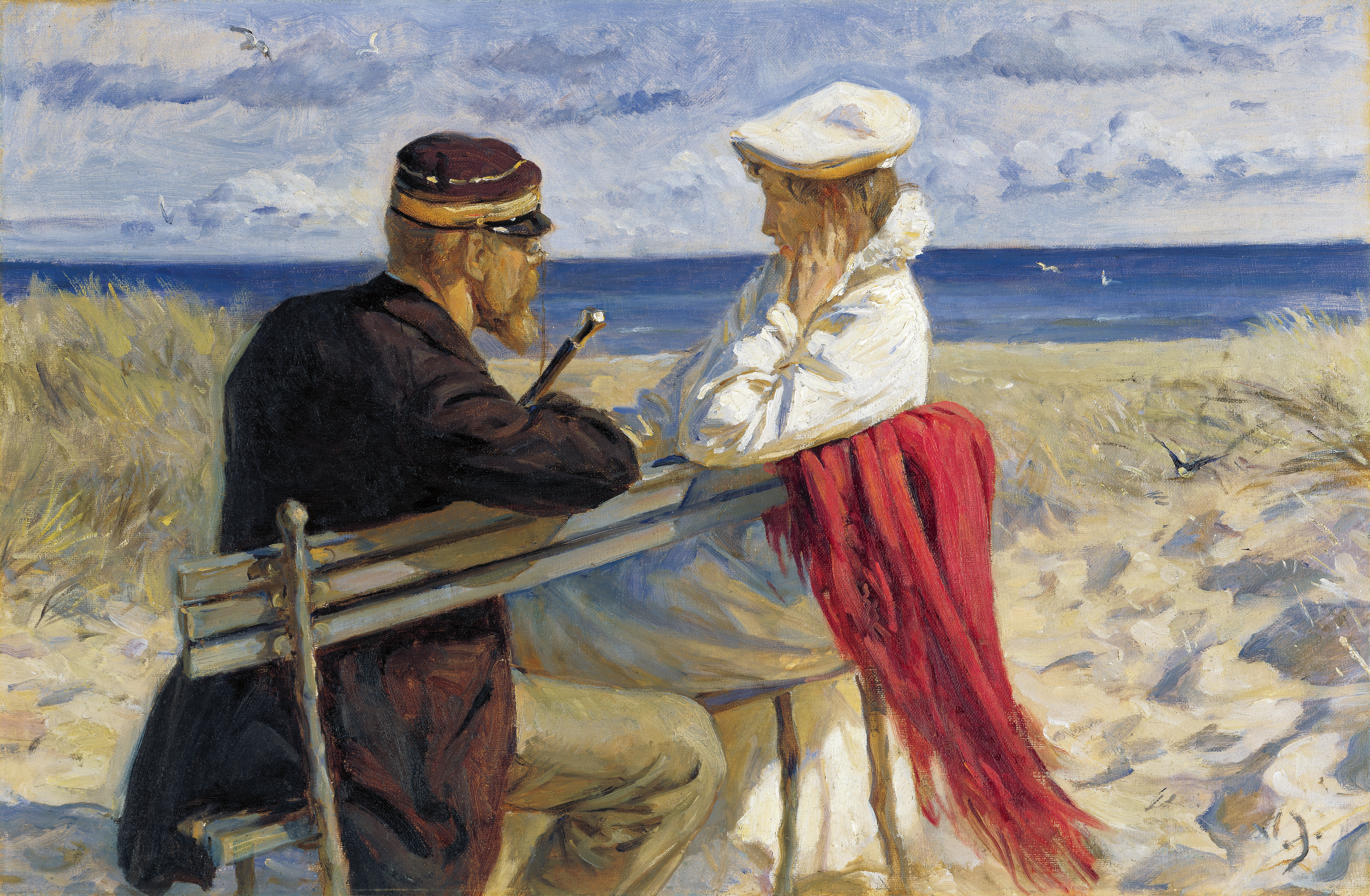
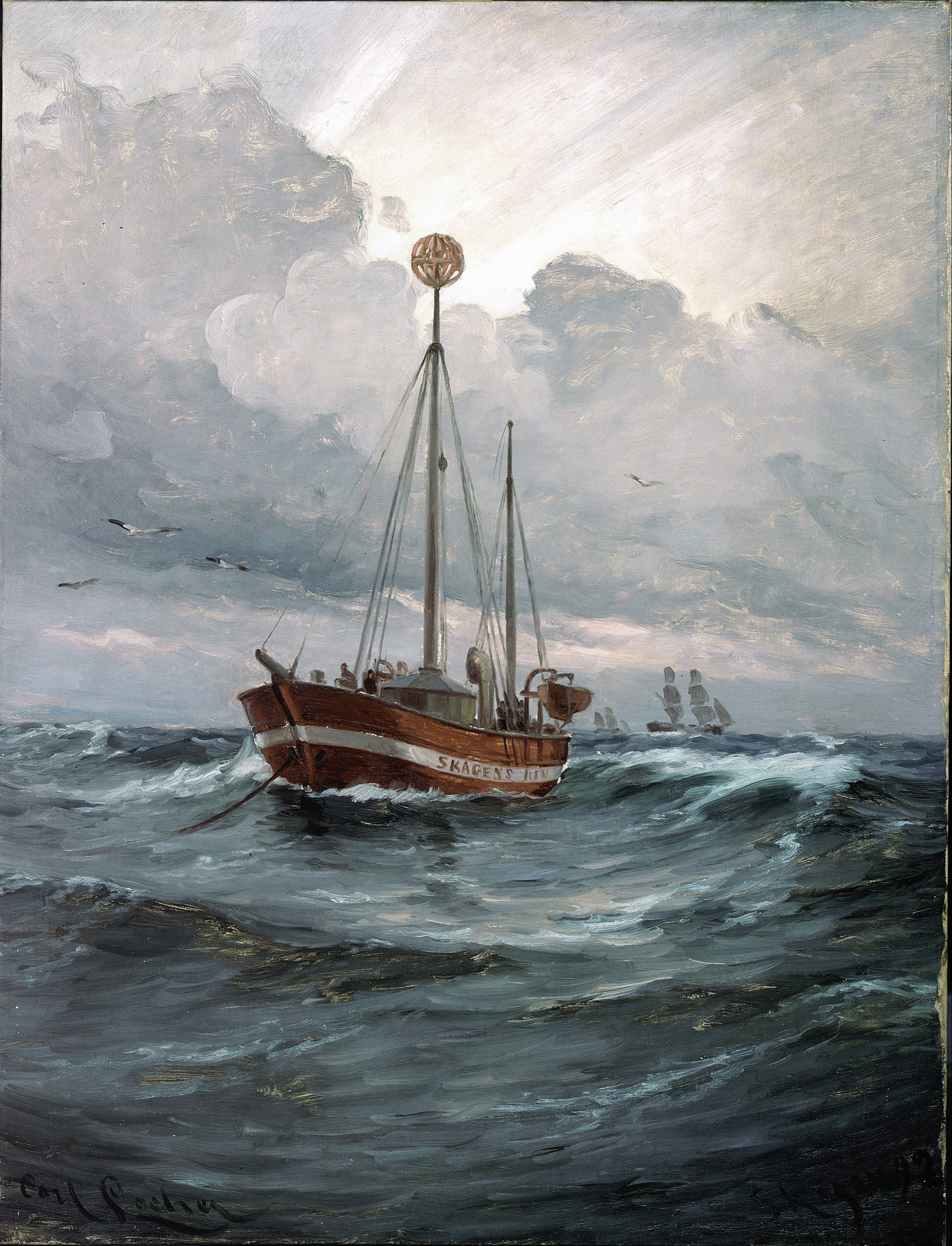
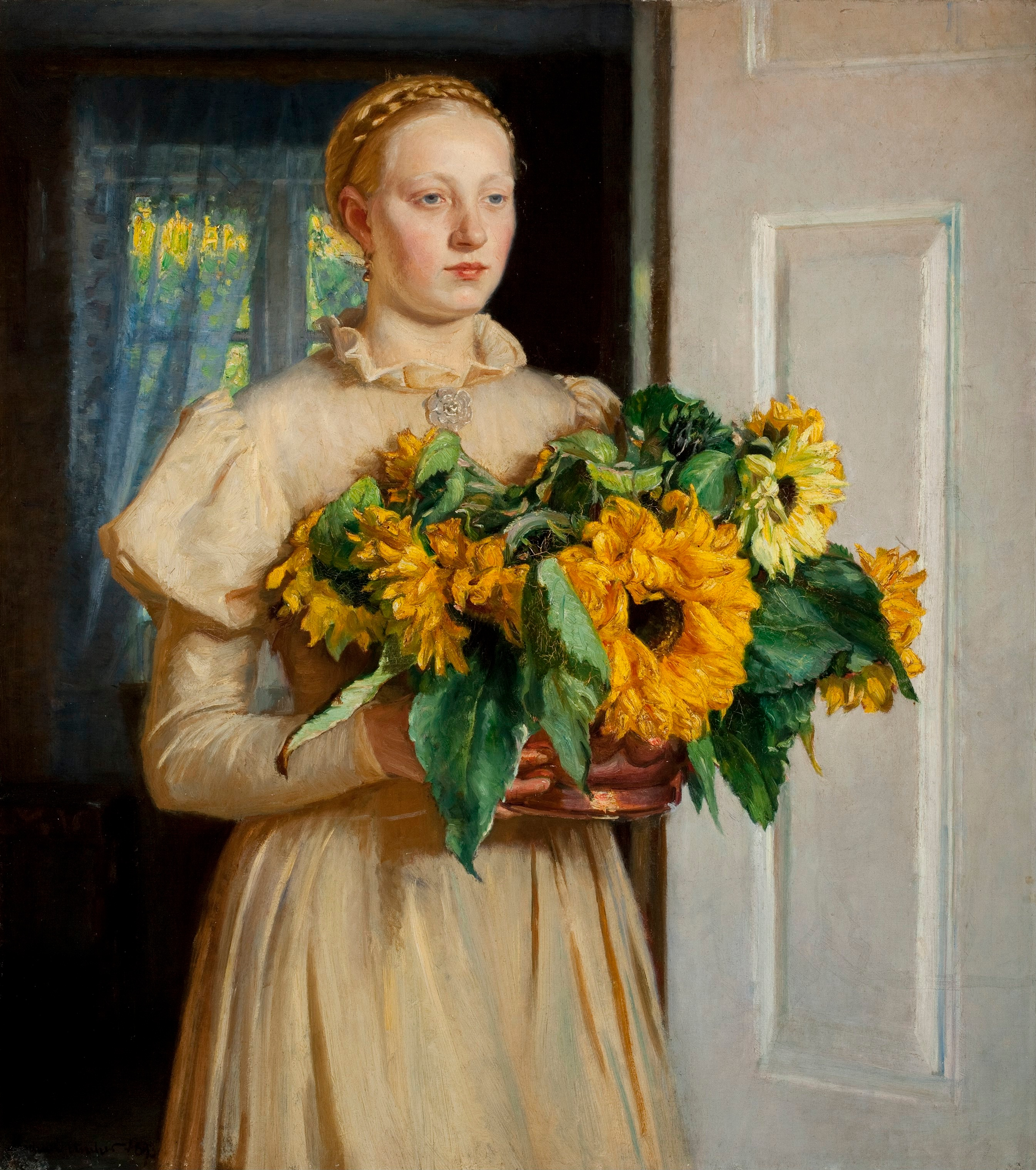
دختری با گل‌های آفتابگردان ۱۸۹۳ م. اثر مایکل آنچر
به آب انداختن قایق ۱۸۸۴ م. اثر اسکار بیورک
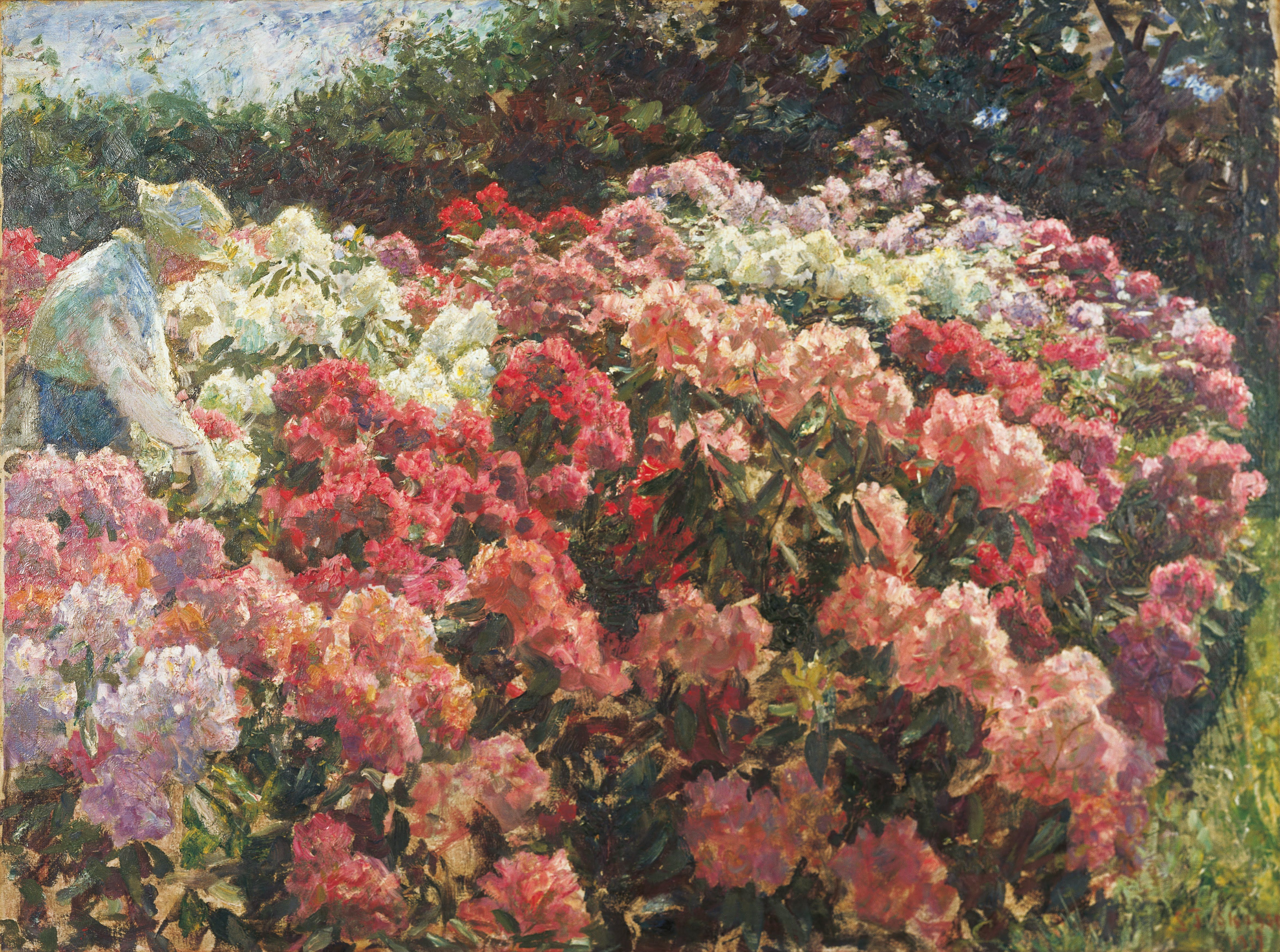
خرزه هندی در باغ تاکسن ۱۹۱۷ م. اثر لوریتس تاشن
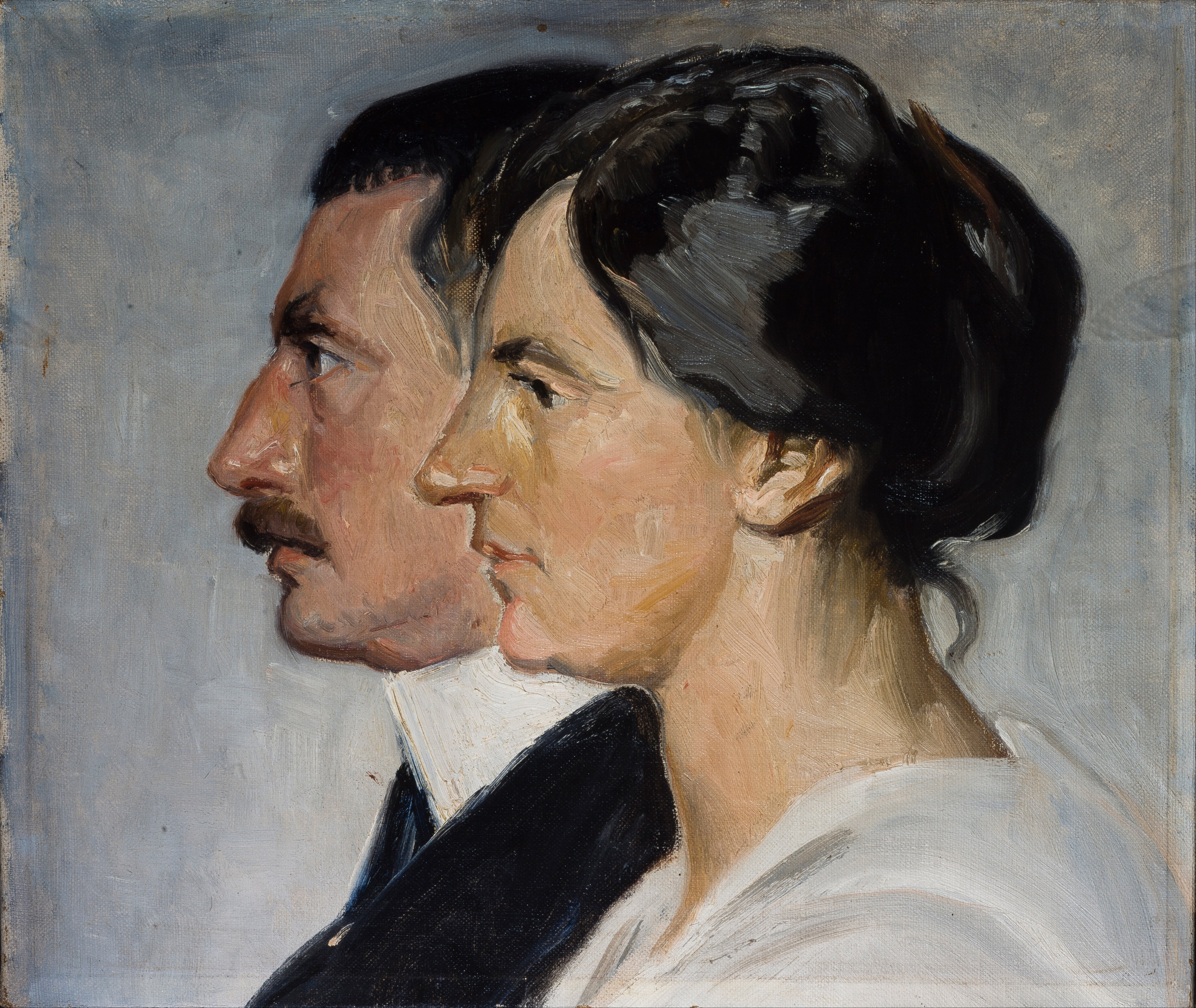
شاه کریستین دهم و ملکه آلکساندرین دانمارک
۱۹۱۵ م.
اثر مایکل آنچر